# Назарук Юрій Миколайович
Назарук Юрій Миколайович (28 січня 1981, м. Львів) — український підприємець, співвласник Холдингу емоцій «!FEST», автор концепцій ресторанів Холдингу емоцій «!FEST», українського бренду одягу, натхненного новою українською армією «Авіація Галичини» та інших проектів компанії.

## Освіта
1993—1997 — Львівська гуманітарна чоловіча гімназія. Спеціальність: іноземні мови.
1997—2002 — Львівський національний університет імені Івана Франка, факультет міжнародних відносин, спеціальність: перекладач, країнознавець. Дипломна робота: «Україна в міжнародному інформаційному просторі».

## Життєпис
Народився 28 січня 1981 року у Львові. Син українського вченого-географа Миколи Назарука.
Юрко починав працювати в Мистецькому об'єднанні «Дзиґа» (2001—2002 рр). Там був консультантом з питань зовнішніх відносин і зв'язків з громадськістю. Займався комунікаціями, організовував концерти, працював з фондами. У грудні 2001-го був співзасновником щорічного джазового фестивалю «Jazz bez».
У 2018 Холдинг емоцій «!FEST» став співвласником Мистецького Об'єднання «Дзиґа».

### Львівська Газета
У 2002 році Юрко Назарук брав участь у заснуванні «Львівської газети» — реєстрував її та був директором компанії до 2005 року. У 2003—2004 рр. Державна податкова адміністрація у Львівській області здійснювала тиск на це видання. Зробила спробу заарештувати одного з власників «Львівської Газети» — Маркіяна Іващишина.

### Пора
У 2005—2006 рр був керівником інформаційно-аналітичного відділу Громадської платформи «Пора!». Займався стратегічним плануванням виборчої кампанії, роботою зі ЗМІ, розробкою політичної реклами.

### Культ
У 2005—2007 був директором та співзасновником «Клубу достойних Львів'ян». Створив концепцію для проекту клубу «Культ», який функціонував як ресторан. Зібрав інформацію про найвидатніших львів'ян, реалізував концепцію інтер'єрної візуалізації.

### !FEST
У 2007 році Юрко з партнерами Андрієм Худо та Дмитром Герасімовим створили компанію, яка відкрила ресторан «Криївка» та Відкриту кав'ярню «Біля Діани на Ринку».
Криївка за короткий час стала дуже успішним проектом, ще до сьогодні до ресторану стоїть черга людей. Сьогодні Холдинг емоцій «!FEST» має багато проектів: ресторани, школу, виробництво одягу, пивоварню, видавництво та багато інших.

### Авіація
Захоплюється авіацією. Отримав PPL — ліцензія пілота малої авіації на одномоторному двигуну VFR. Літає на паратрайку.
Став автором українського бренду одягу «Авіація Галичини», натхненного новою українською армією. Це поло з українською айдентикою, які вже стали сучасним відповідником вишиванки. Кожне поло розповідає якусь історію, пов'язану з авіацією чи відомими українцями, що зробили вагомий внесок у розвиток галузі. Магазини бренду працюють у Львові та Києві.

### Школа
У 2017-му Холдинг емоцій «!FEST» став засновником приватної загальноосвітньої школи у Львові під концептуальним гаслом «Школа вільних та небайдужих», операційним директором якої є Олесь Пограничний.

## Публікації
У документальному фільмі «Моя країна», створеному Оленою Фроляк до 25-річчня Незалежності України, Юрій Назарук був представлений серед людей, які наповнюють простір незалежності реальним змістом: Повна версія фільму. та уривок, присвячений Юрію Назаруку.
- Ukraїner: https://ukrainer.net/eksportuvaty-lviv/
- Big Money: https://www.youtube.com/watch?v=dn9gsHggICg
- Громадське: https://www.youtube.com/watch?v=hfYNGZC8HGQ
- Твоє Місто http://tvoemisto.tv/exclusive/poyava_fest__tse_naslidok_togo_shcho_robylo_seredovyshche_dzygy_94500.html